# Кристин Фрусет
Кристин Фрусет је ( /ˈfroʊsɛθ/ ;  Норвешки: Frøseth, енглески Froseth; рођена 21. септембра 1995.    ) америчка и норвешка  глумица. Позната је по улози Кели Олдрич у Нетфликс серији Друштво (2019), Аљаске Јанг у Хулу серији У потрази за Аљаском (2019) и Нан Св. Џорџ у Епл ТВ+ серији Буканири (2023). Глумила је у серији Шоутајмовој серији Прва дама као млада Бети Форд 2022. године.

## Рани живот
Фрусет је рођена 21. септембра 1995. у Самиту, Њу Џерсију,  а њени родитељи норвешког су порекла.  Детињство је провела путујући између Осла и Њу Џерсија због очевог посла. 

## Каријера
Фрусет је почела да се бави манекенством након што је откривена на мизансценој аудицији у Ски Сторсентеру у Норвешкој,   а скаутовали су је и из ИМГ Моделс док је била у Њу Џерсију на ревији у локалном тржном центру.  Радила је као модел је за брендове као што су Прада, Армани, Миу Миу и Х&М .   
Њена глумачка каријера почела је када је директор кастинга наишао на њене фотографије и подстакао је да се пријави на аудицију за филмску адаптацију романа Џона Грина У потрази за Аљаском. Ова адаптација никада није снимљена. Године 2016. добила је улогу у пилот епизоди за потенцијалну адаптацију серије Пусти праву унутра .  Фрусет је своју глумачку каријеру започела филмом Бунтовник у житу из 2017.   Године 2018. глумила је у два Нетфликс филма, Сијера Берџес је губитница  и Апостол,  такође и у Скај минисерији, Истина о Афери Харија Квеберта . 
Дана 9. маја 2018, објављено је да ће Хулу адаптирати роман Џона Грина У потрази за Аљаском у минисерију од 8 епизода.  Грин је 30. октобра 2018. објавио да ће Фрусет играти Аљаску Јанг, једну од главних ликова. Глуми у филму Рајске птице из 2021. у режији Саре Адине Смит. 

## Лични живот
2022, Фрусет је почела да излази са колегом Гајем Ремерсом, којег је упознала на сету током снимања Буканира . 

## Филмографија

### Филм
| Година | Наслов                     | Улога        | Напомене      | Реф.   |
| ------ | -------------------------- | ------------ | ------------- | ------ |
| 2017   | Бунтовник у ражи           | Ширли Блејни |               |        |
| 2018   | Сијера Берџес је губитница | Вероника     | Нетфликс филм |        |
| 2018   | Апостол                    | Фион         | Нетфлик филм  |        |
| 2019   | Плен                       | Меделајн     |               |        |
| 2019   | Осека                      | Мери         |               | [ 21 ] |
| 2019   | Асистент                   | Сијена       |               | [ 22 ] |
| 2021   | Рајске птице               | Елиз Дјуран  | Амазон Прајм  | [ 19 ] |
| 2022   | Оштра мотка                | Сара Јо      |               | [ 23 ] |
| 2022   | Како разнети цевовод       | Роуан        |               | [ 24 ] |
| 2024   | Ој, Канадо                 | Алисија      |               | [ 25 ] |